# Milieustudie
Als Milieustudie werden künstlerische Werke bezeichnet, deren zentrales Thema soziale Milieus und deren Eigenarten sind. Dieser Begriff wird besonders zur Beschreibung von Literatur und bei Filmen verwendet. 
Filme des Genres  Milieustudie zeichnen sich häufig dadurch aus, dass sie an Originalschauplätzen mit Laiendarstellern gedreht werden, die oft wirklich diesem Milieu entstammen.
Gegenstand sind beispielsweise Subkulturen wie das Arbeitermilieu oder Lebensweisen in bestimmten Stadtteilen. Zentral sind die sozialen Beziehungen innerhalb dieser Milieus.  
Eine spezielle Form der Milieustudie ist die Quartierstudie.

## Beispiele für literarische Milieustudien
- Die Festung
- Eine Frau, eine Wohnung, ein Roman
- Die Judenbuche
- Scherbenpark
- Vor Sonnenaufgang

## Beispiele für filmische Milieustudien
- Der Albaner
- Nashville
- Slumdog Millionär
- Vera Drake